# Pâte brisée

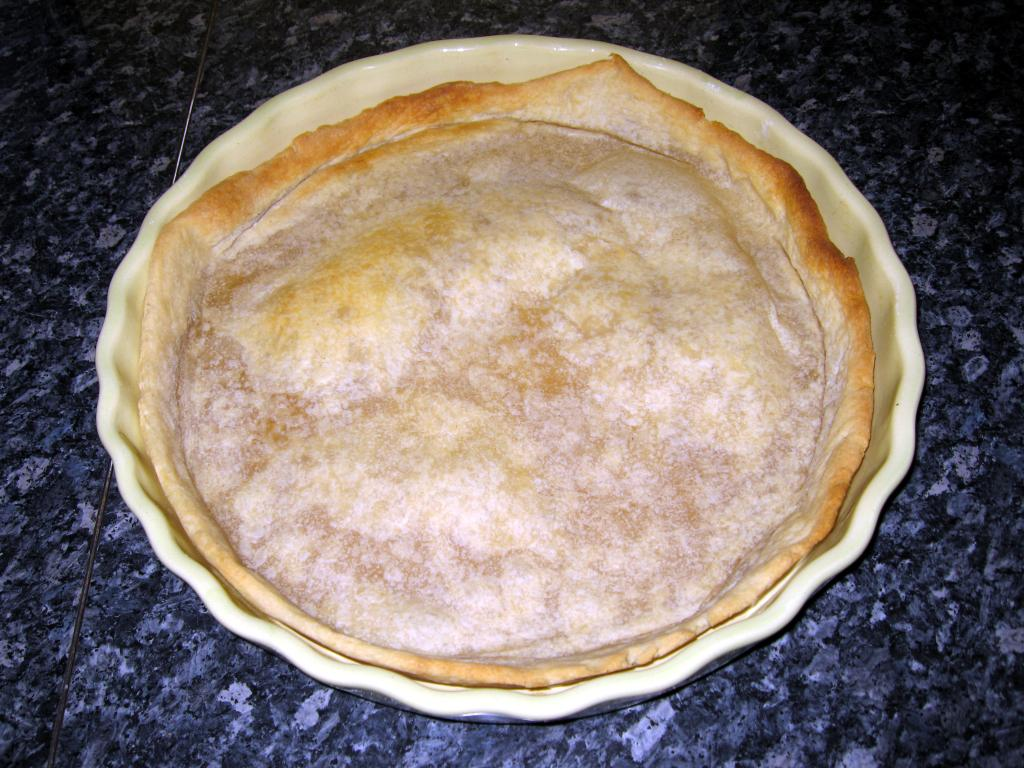
Pâte brisée

En cuisine, la pâte brisée est une pâte servant de base aux tartes salées ou sucrées.
Elle se caractérise par sa texture lisse et craquante, obtenue grâce au gluten et à l'amidon contenus dans la farine de blé. Sa préparation impose l'utilisation de beurre mou, celui-ci ne se mélangeant pas complètement à la farine. Le gluten pourra alors former avec l'eau un réseau élastique qui durcira à la cuisson.
Si la préparation de la pâte ne permet pas la formation de cette croûte solide, elle est friable et sera plutôt dite sablée
.
Comme il n'y a pas de consensus sur la définition exacte, la pâte brisée désigne généralement une pâte composée principalement de farine et de matière grasse sans sucre.